# Félix Vicq d’Azyr

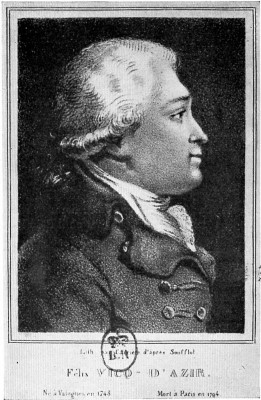
Félix Vicq d’Azyr

Félix Vicq d’Azyr (n. 23 aprilie 1748, Valognes – d. 20 iunie 1794, Paris), a fost un medic și anatomist francez.
Este considerat fondatorul anatomiei comparate și a descoperit teoria omologiei în biologie. El a făcut, de asemenea descoperiri importante în neuroanatomie. A fost medic a reginei Marie Antoinette. A criticat fumigația, care era foarte populară în secolul al XVIII-lea.